# Solanum anfractum
Solanum anfractum är en potatisväxtart som beskrevs av Symon. Solanum anfractum ingår i släktet skattor som ingår i familjen potatisväxter. Inga underarter finns listade i Catalogue of Life.